# New Girl in Town
New Girl in Town est une comédie musicale américaine créée le 4 mai 1957 au 46th Street Theatre de Broadway. La musique et les paroles sont de Bob Merrill, le livret de George Abbott, le tout d'après la pièce d'Eugene O'Neill Anna Christie.

## Production
La production de Broadway a ouvert ses portes le 4 mai 1957 au 46th Street Theatre, où elle a été jouée pour 431 représentations. Le spectacle a été écrit pour Gwen Verdon, qui venait d'avoir un succès avec Damn Yankees et a remporté des éloges pour son interprétation d'Anna, un rôle qui montrait ses capacités d'actrice, de chant et de danse avec un effet maximal. Le compositeur Bob Merrill était au début d'une série de succès des années 1960. New Girl in Town, produit par Frederick Brisson, Robert E. Griffith et Harold Prince, a été bien accueilli par la critique et le public. Verdon et sa co-star Thelma Ritter ont partagé le Tony Award pour la meilleure actrice dans une comédie musicale, et le spectacle a reçu trois autres nominations aux Tony, y compris la meilleure comédie musicale et la meilleure chorégraphie pour Bob Fosse .

## Synopsis
Anna, une ancienne prostituée qui se remet de la tuberculose, rentre chez elle pour vivre avec son père vieillissant, l'ancien marin Chris Christopherson, à New York au début du XXe siècle après avoir exercé son métier à Saint-Paul, dans le Minnesota pendant 15 ans. Ignorant son passé sordide et se souvenant d'Anna comme d'une jeune fille innocente, Chris accueille joyeusement sa fille à la maison («Anna Lilla»). Anna est d'abord accueillie par les amis de Chris et semble trouver le bonheur. Elle tombe amoureuse d'un marin, Mat Burke, mais cache la relation à son père. Chris est furieux quand Marthy, sa épouse jalouse, révèle ivre la vérité sur le passé d'Anna. Le marin d'Anna part sur le prochain navire et ses espoirs de mener une vie normale semblent anéantis, mais Anna ramasse les morceaux de sa vie, devenant fermière à Staten Island. Quand Mat revient enfin au port, Chris essaie de séparer les deux amants, mais leur réunification est inévitable - le temps guérit toutes les blessures, et les amants s'embrassent et se réconcilient.

## Numéros musicaux
| Acte I - Roll Yer Socks Up - Chœur - Anna Lilla - Chris - Sunshine Girl - Oscar, Pete, Barman - On the Farm - Anna - Flings - Marthy, Lily, Pearl - It's Good to Be Alive - Anna - Look at 'Er - Mat - It's Good to Be Alive (Reprise) - Mat - Yer My Friend, Aintcha? - Marthy, Chris - Did You Close Your Eyes? - Anna, Mat - At the Check Apron Ball - Chœur - There Ain't No Flies on Me - Anna et la troupe | Acte II - Ven I Valse - Anna, Chris, Chœur - Sunshine Girl (Reprise) - Chœur - If That Was Love - Anna - Chess and Checkers - Marthy, Chœur - Look at 'Er (Reprise) - Mat |

## Récompenses et nominations

### Production originale de Broadway
| Année | Récompense | Catégorie                                          | Nomination         | Résultat   |
| ----- | ---------- | -------------------------------------------------- | ------------------ | ---------- |
| 1958  | Tony Award | Best Musical                                       | Best Musical       | Nomination |
| 1958  | Tony Award | Best Performance by a Leading Actress in a Musical | Gwen Verdon        | Lauréat    |
| 1958  | Tony Award | Best Performance by a Leading Actress in a Musical | Thelma Ritter      | Lauréat    |
| 1958  | Tony Award | Best Performance by a Featured Actor in a Musical  | Cameron Prud'Homme | Nomination |
| 1958  | Tony Award | Best Choreography                                  | Bob Fosse          | Nomination |